# Бэби Кей
Бэби Кей (англ. Baby K; настоящее имя — Стефани Кин, англ. Stephanie Keene; 13 октября 1992 года — 5 апреля 1995 года) — американская девочка из штата Виргиния, страдавшая анэнцефалией (отсутствием головного мозга) и прожившая с этим пороком развития 2 года и 174 дня. Признаётся «долгожителем» среди анэнцефалов, которые, если не умирают ещё до рождения, обычно живут от нескольких часов до недели.
Казус Бэби Кей лёг в основу судебных решений, касающихся проблем биоэтики.

## Предыстория
Ребёнок родился в больнице «Fairfax Hospital» в Фолс-Черче (штат Виргиния). Ко времени появления на свет у Стефани (впоследствии более известной как Бэби Кей) отсутствовала большая часть головного мозга, включая кору; был развит лишь ствол головного мозга, отвечающий за вегетативную нервную систему и контролирующий такие функции, как дыхание, сердечный цикл и кровяное давление.

## Реакция матери
Мать девочки была поставлена в известность о состоянии плода после проведения УЗИ и, несмотря на рекомендации гинеколога и неонатолога о прерывании беременности, решила доносить ребёнка, объяснив это тем, что, с точки зрения христианской веры, любая жизнь подлежит защите.
Врачи больницы полагали, что уход за ребёнком бесполезен. Мать же считала, что ребёнку необходимо оказывать медицинскую помощь в виде искусственной вентиляции лёгких в те периоды, когда у девочки случаются респираторные кризы.
Врачи настоятельно предлагали матери применить в отношении Стефани процедуру отказа от поддержания жизни, однако мать отвергла это.
Стефани в течение шести недель находилась в больнице, подключённая к аппарату искусственной вентиляции лёгких, а в это время врачи «Fairfax Hospital» искали другую больницу, куда бы её можно было перевести, но все больницы ответили отказом. После того, как ребёнок был отключён от аппарата, мать согласилась перевести Бэби Кей в учреждение по уходу за детьми, но девочка после неоднократно возвращалась в больницу из-за проблем с дыханием.

## Юридические аспекты
Когда Стефани в очередной раз попала в больницу в возрасте 6 месяцев из-за тяжёлых расстройств дыхания, больница начала юридическую процедуру назначения опекуна ребёнку и стала добиваться судебного предписания с тем, чтобы освободить себя от оказания какой-либо помощи девочке, кроме паллиативной. В ходе судебного разбирательства ряд экспертов сделал вывод, что подключение девочки, страдающей анэнцефалией, к аппарату искусственной вентиляции лёгких выходит за рамки принятых стандартов медицинской помощи. Мать девочки, с другой стороны, подкрепляла свою позицию принципами религиозной свободы и святости человеческой жизни.
Разрешая спор, Окружной суд Восточного округа штата Виргиния решил, что больница обязана осуществлять уход за Стефани, подключая её к аппарату искусственной вентиляции лёгких, всякий раз, когда та имела бы проблемы с дыханием. Суд истолковал Акт о скорой медицинской помощи и помощи при родах (EMTALA) с той точки зрения, что он обязывает продолжать вентиляцию лёгких ребёнка. Положениями названного акта предусмотрено, что пациенты, которым оказывается неотложная медицинская помощь, должны получить «такое лечение, которое только возможно для стабилизации их состояния, перед переводом их в другое лечебное учреждение». Суд отказался рассматривать морально-этические аспекты этого дела, подчёркивая, что всего лишь интерпретирует действующее законодательство как оно есть. Благодаря решению суда девочка прожила намного дольше, чем большинство других детей с аналогичным заболеванием.
Один из судей, оставшийся при особом мнении по делу, полагал, что суд, рассматривая дело, должен был положить обстоятельство наличия у ребёнка анэнцефалии в основу решения, не возвращаясь к дополнительным симптомам в виде расстройства дыхания; необратимость такого состояния, как анэнцефалия, широко известна в медицинских кругах, поэтому, утверждал судья, решение, обязывающее продолжать бесполезную медицинскую помощь, приведёт лишь к бесцельному использованию медицинского оборудования.
Решение было подтверждено Апелляционным судом четвёртого округа США. При этом, как отмечают исследователи проблемы, данное решение апелляционного суда закрепило такой подход к толкованию EMTALA во всех судах федеральной судебной системы США, согласно которому данный акт должен применяться ко всем лицам, независимо от их способности воспринимать окружающую действительность, состояния здоровья, экономического положения.
Стефани Кин умерла 5 апреля 1995 года в больнице «Fairfax Hospital» в возрасте 2 лет и 174 дней от остановки сердца.

## Значение дела
Случай Бэби Кей имеет особое значение для биоэтики с точки зрения тех проблем, которые он поднимает: определение понятия смерти, сущность человеческой индивидуальности, проблема бессилия медицины и другие вопросы, связанные с распределением недостаточных ресурсов. В частности, отмечалось, что уход за Бэби Кей в конечном итоге обошёлся в 500 тыс. долларов США, в связи с чем возникает вопрос — не лучше было бы потратить эту сумму на развитие пренатальной помощи, чтобы предотвратить в будущем появление на свет младенцев с такими пороками, как у Бэби Кей.

## Комментарии
1. ↑  Институт Отказ от реанимации, он же DNR или No code, в американском праве предполагает, что пациент непосредственно в больнице или заранее, по установленной юридической процедуре, составляет специальный документ, подтверждающий, что он отказывается от применения к нему средств искусственного поддержания жизни, если остановится его сердечная или дыхательная деятельность. Если больной в силу своего состояния лишён возможности изъявить такую волю, но у него имеется личный представитель, то врач вправе выписать предписание, аналогичное DNR, по требованию личного представителя.